# Christoph von Barner

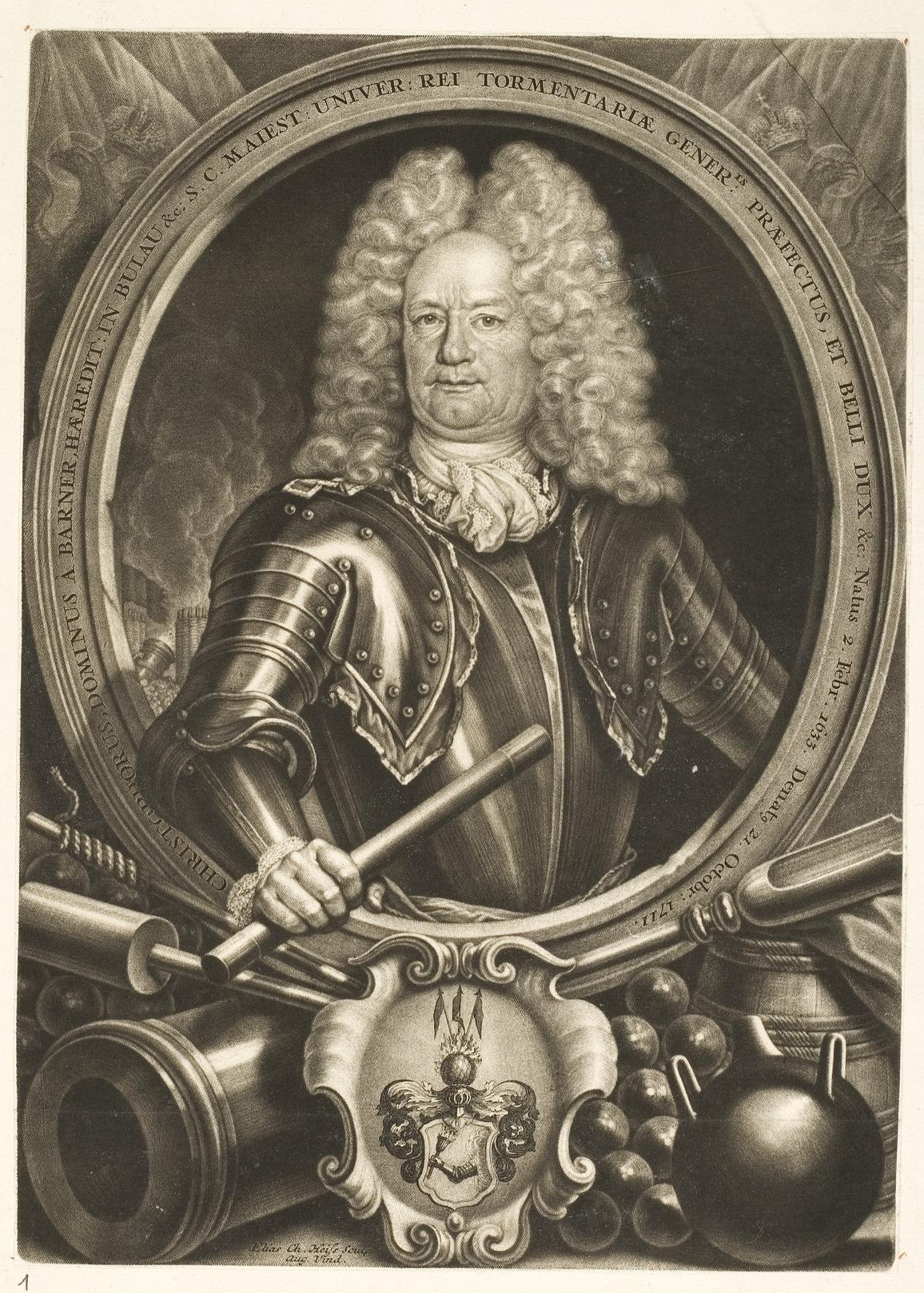
Christoph von Barner

Christoph von Barner (* 2. Februar 1633 zu Bülow, Mecklenburg-Schwerin; † 21. Oktober 1711 in Speyer) war kaiserlicher General-Feldzeugmeister und oberster Kommandeur der kaiserlichen Artillerie.
Christoph von Barner kam 1645 als Page zum herzoglichen Hof in Eutin und ging später in den Dienst des Königs Friedrich III. von Dänemark. In Dänemark ging er 1656 zu Artillerie und wurde Stück-Lieutenant. Im Jahr 1660 trat er als Stückhauptmann in den Dienst des Kaisers Leopold I. und machte die Kriegszüge gegen die Türken mit. 1664 zerschoss er in der Schlacht bei St. Gotthard in Ungarn die Verbindungsbrücke der türkischen Geschwader und entschied hierdurch den Sieg; 1676 stand er als Oberstleutnant unter dem Grafen Raimondo Montecuccoli und dem Herzog von Lothringen und wurde vor Philippsburg sehr schwer verletzt.
Während der zweiten Wiener Türkenbelagerung 1683 war er Obrist der ganzen Artillerie und half erfolgreich die Stadt zu verteidigen. Als Gnadenbeweis erhielt er eine goldene Ehrenkette mit dem Bild des Kaisers, 1000 Dukaten schwer.
Er nahm danach an der Belagerung und Eroberung von Gran und Neuhäusel teil und wurde 1686 nach der Eroberung Ofens zum General-Feldwachtmeister ernannt. 1687 war er bei Mohasz und kommandierte 1688 bei der Eroberung von Belgrad die ganze Artillerie. 1689 stand er am Rhein, 1691 nahm er an dem Siege des Markgrafen Ludwig bei Slankamen teil, 1692 wurde er nach der Eroberung von Großwardein wirklicher General-Feldzeugmeister und oberster Kommandeur der k. k. Artillerie. 1697 war er mit dem Prinzen Eugen bei Zenta. Im Spanischen Erbfolgekrieg zog er 1701 mit Eugen nach Italien, kämpfte bei Carpi, Chiari und Luzzara, und nahm im September 1704 an der Eroberung Landaus durch Kaiser Joseph I. teil. 1706 war er im Elsass bei der Eroberung der Festungen Drusenheim und Hagenow durch Markgraf Ludwig. Er starb am Schlage 21. Oktober 1711 im Hauptquartier der Armee in Speyer und wurde am 1. November in der Martinskirche zu Kirchheim unter Teck in Württemberg beigesetzt.

## Familie
Er hatte die Herrschaft Freyholz in Schwaben erworben.
Er war mit Elisabeth Euphrosyne von Klenck(e) († 1711) verheiratet. Seine Frau war die Tochter von Herbert Balthasar von Klencke (siehe Klencke (Adelsgeschlecht)) aus dem Haus Renckhausen (Mutter: Elisabeth v. Schele-Schelenburg), ein herzoglich württembergischer Obristen, sowie Geheimer Kriegsrats und Obervogts von Göppingen (~ 2° 12. VI 1675 Ida Marianne von Neuhoff) und Anna Catharina von Kerpen.
Das Paar hatte zwei Töchter:
- Maria Anna Euphrosyne (* 20. Oktober 1677; † 25. September 1702). Sie heiratete am 31. Oktober 1697 Johann August von Pfuel (* 1669), dieser war k. k. General-Feldwachtmeister und General-Inspekteur der schwäbischen Kavallerie, Obrist des schwäbischen Kreises und des Herzogs zu Württemberg, Hauptmann und Kommandant der herzoglich württembergischen Leibgarde zu Pferde und Obervogt von Göppingen. Das Grabmal der Maria Anna Euphrosyne von Pfuel befindet sich im Chor der Martinskirche (Kirchheim unter Teck).
- Sophie Charlotte (* 12. August 1684; † 12. August 1713). Sie heiratete am 18. Juli 1703 Oberst Christoph (Christof) Ferdinand Freiherr von Degenfeld(t)[1] (* 5. September 1677; † 5. September 1733) (Mutter: Juliane Susanne v. Neideck [Neidegg]: siehe Christoph Martin von Degenfeld unter «Nachkommen») und er, C. Ferd. v. Degenfeld, ~ 2° Sophia Louisa v. Degenfeld (~ 1° Carl v. Venningen [+ 1718]; ~ 3° in 1735 mit Johann Wilhelm Freiherr Diede zum Fürstenstein) Tochter des Maximilian von Degenfeld.